# Gàlbul

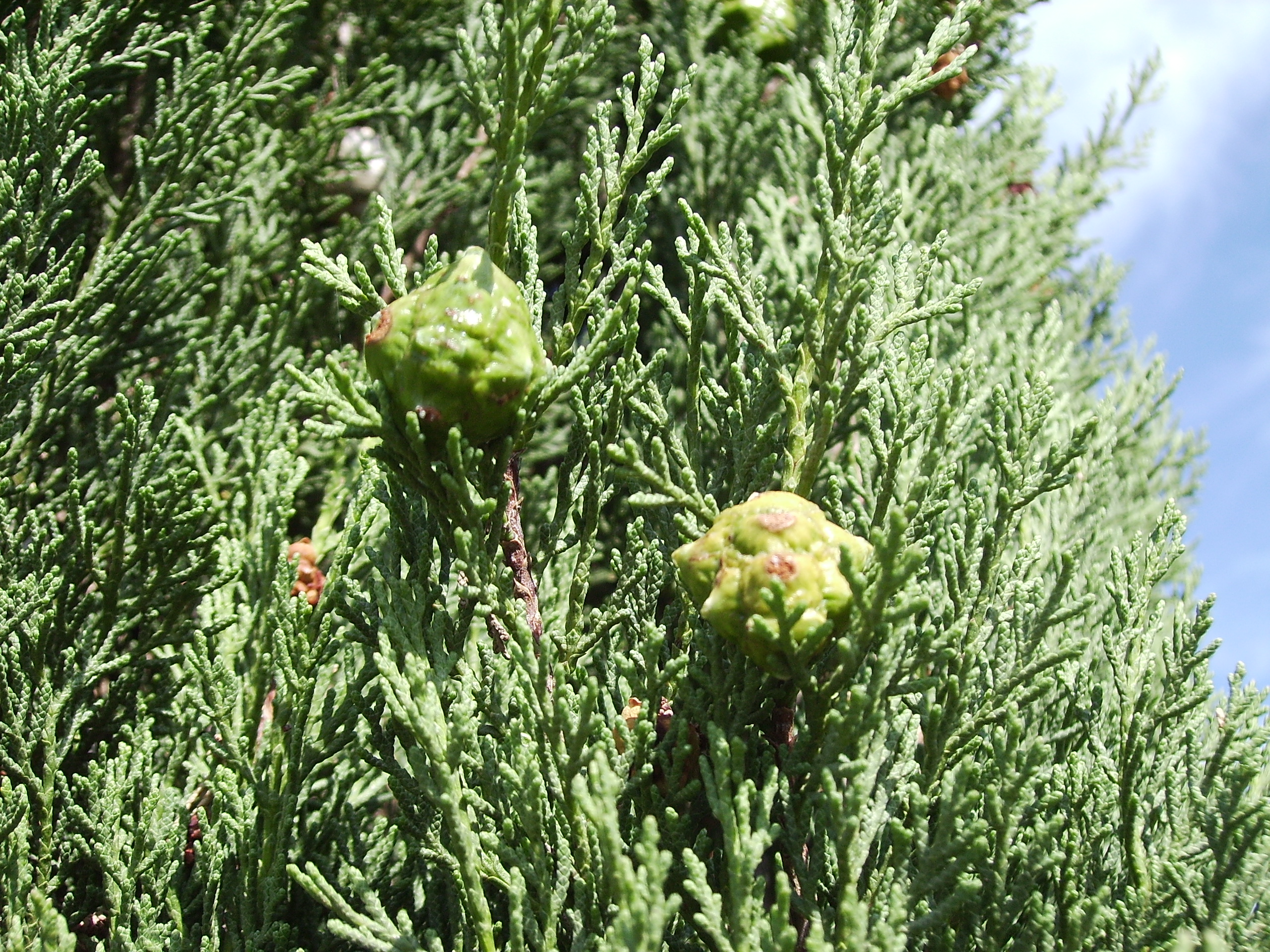
"Gàlbuls" immadurs de xiprer

Un gàlbul és l'estròbil femení propi d'algunes coníferes, particularment les del gènere Juniperus, que inclou els ginebres, els càdecs i les savines.
El gàlbul es forma a partir de la pol·linització de la flor femenina, que generalment té lloc a la primavera, però en alguns casos és a la tardor, i pot trigar prop de dos anys a madurar. El gàlbul és, generalment, esferoïdal i indehiscent, i pot tenir una o més llavors, separades o soldades. Presenta un aspecte semblant a una baia, ja que és carnós. El ginebró o gàlbul del ginebre comú (Juniperus communis) es fa servir per aromatitzar la ginebra.
De vegades s'ha aplicat el nom de gàlbul a altres estròbils, com ara al con o pinya dels xiprers